# Essigsäureethylester
Essigsäureethylester, auch Ethylacetat oder kurz Essigester, ist eine chemische Verbindung aus der Gruppe der Carbonsäureester. Es ist der Ester, der aus Essigsäure und Ethanol gebildet wird. Es handelt sich um eine farblose, flüchtige Flüssigkeit mit charakteristischem Geruch. Die Verbindung ist leicht entzündlich, aber kaum giftig. Essigsäureethylester ist in der Natur weit verbreitet und kommt in vielen Früchten vor. Er entsteht auch bei Fermentationsprozessen, z. B. von alkoholischen Getränken. Technisch wird er als Duft- und Aromastoff eingesetzt. Besonders große Mengen werden als Lösungsmittel in Industrie und Forschung verwendet sowie in verschiedenen Produkten wie Farben, Beschichtungen, Klebstoffen, Kosmetika und Drucktinte. Die Produktionsmenge beträgt mehrere Millionen Tonnen pro Jahr, es handelt sich also um eine industriell wichtige Verbindung.

## Geschichte
Essigsäureethylester wurde vermutlich erstmals von Louis-Léon de Brancas hergestellt und damals als „Ether“ bezeichnet. Dieser Begriff wurde zu jener Zeit allgemein für unpolare, entzündliche Flüssigkeiten verwendet. Heute hingegen bezeichnet der Begriff „Ether“ eine spezifische Gruppe organischer Verbindungen, zu der Essigsäureethylester nicht gehört. Im Jahr 1781 entdeckte Carl Wilhelm Scheele beim Versuch, diese Synthese zu reproduzieren, die durch Salzsäure oder Schwefelsäure katalysierte Veresterung von Alkoholen und Carbonsäuren. Dabei setzte er zuerst Essigsäure und Ethanol zu Essigsäureethylester um.

## Vorkommen
Natürlich kommt Essigsäureethylester im Aroma vieler Früchte vor. Flüchtige Aromakomponenten machen nur einen geringen Anteil am Gesamtgewicht der Früchte beziehungsweise Pflanzen aus; in dieser Stoffgruppe ist Essigsäureethylester aber zum Teil eine der mengenmäßig wichtigsten Verbindungen. Die Mengenverhältnisse der flüchtigen Verbindungen in verschiedenen Früchten sind sehr unterschiedlich und hängen auch von der jeweiligen Sorte (also konkreten Genen der Pflanze), dem Reifegrad, der Umgebung der Pflanze und bei geernteten Früchten auch von Transport- und Lagerbedingungen ab.
In einer Studie wurde die Ausdünstung flüchtiger Ester aus bestimmten Kultivaren von Bananen, Melonen und Erdbeeren gemessen. Bei den Melonen war hierbei Essigsäureethylester mit 84,7 % mit Abstand der wichtigste Ester. Auch bei Bananen war er mit 47,4 % die wichtigste Verbindung, gefolgt von Essigsäurebutylester mit 20,6 %. In Erdbeeren war Essigsäureethylester hingegen mit 1,3 % eine eher unbedeutende Aromakomponente, die wichtigste war hier Essigsäuremethylester. Bei Melonen hängt die Aromazusammensetzung vom Kultivar ab. Klimakterische Melonen enthalten viele Acetatester (inklusive Essigsäureethylester), während nichtklimakterische Früchte mehr Alkohole und Aldehyde enthalten. Die Biosynthese der Acetatester in den Melonen findet gegen Ende des Reifeprozesses statt, wobei Alkohole mittels Alkoholacetyltransferasen zu Essigsäureethylester und andere Ethylester verestert werden. In einer Studie an verschiedenen Teilen von Himbeerpflanzen wurden die Mengen enthaltener flüchtiger Verbindungen bestimmt. Während Essigsäureethylester in den meisten Pflanzenteilen nur in geringen Mengen vorkam, war er mit 11,8 % die mengenmäßig wichtigste flüchtige Verbindung in den reifen Beeren. In den schon roten, aber noch nicht ganz reifen Beeren war der Gehalt mit gut 18 % sogar noch höher. In Berg-Papaya wurden in einer Studie Essigsäureethylester und Essigsäurebutylester als die beiden wichtigsten flüchtigen Aromakomponenten bestimmt, die in ähnlichen Mengen gefunden wurden. In einer Studie zu den Aromaverbindungen verschiedener Pflanzen wurden unter anderem die Ausdünstungen flüchtiger Verbindungen von Pfirsichen verglichen, die sich entweder noch am Baum befanden oder schon geerntet wurden. Während bei den geernteten Früchten keine Ausdünstung von Essigsäureethylester nachgewiesen werden konnte, machte Verbindung bei den Früchten am Baum etwa 6 % der flüchtigen Verbindungen aus. In einer Studie an Äpfeln wurde festgestellt, dass die Aromazusammensetzung stark von Sorte und Erntejahr abhängt. Bei der Sorte Golden Delicious war Essigsäureethylester in einem Jahr die wichtigste flüchtige Verbindung, während in einem anderen Jahr sowohl Propionsäureethylester als auch Essigsäurebutylester in größeren Mengen vorkamen. Bei der der Sorte Granny Smith wurde in einem Jahr kaum Essigsäureethylester detektiert, während in einem anderen Jahr nennenswerte Mengen gemessen wurden, die jedoch geringer waren als die von Essigsäurepropylester und Propionsäureethylester. Die Guave ist eine weitere Frucht, in der Essigsäureethylester zwar in nennenswerten Mengen vorkommt, in der er aber gegenüber anderen Verbindungen wie (Z)-3-Hexenylacetat, sowie (E)-2-Hexenal und (E)-3-Hexenal eine untergeordnete Rolle spielt. Unter den flüchtigen Verbindungen aus Quittenschale machte Essigsäureethylester über 22 % aus und war damit die mengenmäßig zweitwichtigste Verbindung nach Propionsäureethylester. Essigsäureethylester kommt außerdem auch in vielen Fruchtsäften als Aromakomponente vor, besonders hoch ist der Anteil in Saft aus Granatapfel.
Essigsäureethylester entsteht in verschiedenen Lebensmitteln bei Fermentationsprozessen, beispielsweise in Bier und Sauerteig. Er wird neben anderen Ethylestern bei der alkoholischen Gärung von Wein enzymatisch durch Hefen wie Saccharomyces cerevisiae produziert und spielt eine wichtige Rolle für dessen Aroma. Essigsäureethylester ist dabei oft einer der mengenmäßig wichtigsten Ester, zum Teil auch der wichtigste. Er kommt aber in deutlich geringeren Mengen vor als Alkohole (insbesondere Ethanol oder Pentanole). In sehr geringer Konzentration (unter 80 mg/L) verbessert Essigsäureethylester die Geschmacksqualität des Weins, während eine hohe Konzentration Geschmacksfehler verursachen kann. Essigsäureethylester wurde außerdem bei Verwesungsprozessen unter den entstehenden flüchtigen Verbindungen nachgewiesen.

## Herstellung
Für die Herstellung von Essigsäureethylester sind diverse Reaktionen bekannt. Für die Industrie sind insbesondere zwei Verfahren relevant: Die durch Schwefelsäure katalysierte Veresterung von Essigsäure und Ethanol (Fisher-Prozess) und die Tischtschenko-Reaktion. Ein neueres Verfahren von untergeordneter Bedeutung ist die direkte Addition von Essigsäure an Ethylen.

### Säurekatalysierte Veresterung
Eines der großtechnischen Herstellungsverfahren der chemischen Industrie beruht auf der säurekatalysierten Veresterung von Essigsäure mit Ethanol. Im Allgemeinen kommt Schwefelsäure als Katalysator zum Einsatz. Die Prozesstemperatur beträgt 200–250 °C. Der Reaktionsumsatz kann durch Abtrennung des Nebenprodukts Wasser gesteigert werden.
Im Labor gelingt die Herstellung auch durch Katalyse mit Heteropolysäuren wie Molybdatophosphorsäure, sowohl festphasengebunden auf Silica, als auch ungebunden.

### Tischtschenko-Reaktion
Eine weitere Möglichkeit zur Herstellung von Essigsäureethylester bietet die Tischtschenko-Reaktion. Danach wird Acetaldehyd bei Temperaturen von 0–5 °C in Gegenwart von Aluminiumtriethanolat-Lösung in einer Rührkesselkaskade umgesetzt.
Bei 95%igem Umsatz erreicht die Selektivität von Essigsäureethylester etwa 96 % (bezogen auf Acetaldehyd). Das wesentliche Nebenprodukt ist Acetaldol, welches durch Aldoladdition von Acetaldehyd entsteht. Das Produktgemisch wird in einer kontinuierlichen Destillationskolonne aufgetrennt und der Essigsäureethylester abdestilliert. Dieses Verfahren wird besonders in Regionen mit preisgünstiger Verfügbarkeit von Acetaldehyd (vor allem Europa und Japan) und in Ländern mit wirtschaftlich unattraktiven Ethanolpreisen verwendet. In anderen Fällen ist Acetaldehyd teurer als alternative Ausgangsprodukte, sodass dieses Verfahren unwirtschaftlich ist. Ein grundsätzlicher Nachteil ist die vergleichsweise hohe Toxizität des Acetaldehyds.

### Addition von Essigsäure an Ethylen
Essigsäureethylester kann durch direkte Addition von Essigsäure an Ethylen gewonnen werden, wobei ein heterogener Katalysator auf der Basis von Silicowolframsäure (einer Heteropolysäure) verwendet wird. Es handelt sich um einen kontinuierlichen Prozess in der Gasphase bei 170–200 °C und 8 bis 14 bar Druck. Ethylen wird gegenüber Essigsäure im deutlichen Überschuss von mindestens 10:1 eingesetzt. Durch Vorhandensein einiger Prozent Wasser im Reaktionsgemisch können durch Nebenreaktionen Ethanol und Diethylether entstehen. Das Verfahren wurde in den 1990er-Jahren entwickelt, aber erst nach der Jahrtausendwende kommerziell eingesetzt. Produktionsstätten existieren in Großbritannien und Japan; die Produktionskapazität beträgt mehrere hunderttausend Tonnen pro Jahr. Vorteile des Verfahrens gegenüber den anderen industriellen Herstellungsmethoden sind einerseits die heterogene Katalyse, durch die die Trennung von Reaktionsprodukten und Katalysator einfacher ist, und andererseits die gute Atomökonomie, da bei der Reaktion im Optimalfall keinerlei Nebenprodukte entstehen.

### Direkte Herstellung aus Ethanol
Über einem geeigneten Oxid-Katalysator aus Kupfer, Zink, Zirconium und Aluminium bei hohen Drücken kann Essigsäureethylester direkt aus Ethanol gewonnen werden. Die Prozesstemperatur beträgt etwa 200 bis 260 °C, der beste Reaktionsumsatz wird bei 8 bar erzielt, mit einer Selektivität von 93 %. Bei der Reaktion wird Ethanol zunächst zu Acetaldehyd dehydriert, also ein Molekül Wasserstoff abgespalten. Ein Molekül Acetaldehyd bildet dann mit einem weiteren Molekül Ethanol ein Halbacetal, das erneut dehydratisiert wird, wodurch das Produkt Essigsäureethylester entsteht. Als Nebenreaktion findet die Aldoladdition von Acetaldehyd zu Acetaldol statt. Durch Dehydratisierung (Abspaltung eines Wassermoleküls) und verschiedene Additions- und Eliminierungsreaktionen von elementarem Wasserstoff entstehen letztendlich vor allem die Nebenprodukte 1-Butanol und Butanon, deren Anteil mit steigenden Drücken abnimmt.
Eine mildere Reaktion ist die Umsetzung von Ethanol mit einem Ruthenium-Katalysator und geringen Mengen Natriumethanolat. Auch bei dieser Methode verläuft die Reaktion vermutlich über Acetaldehyd und ein Halbacetal.

### Biotechnologische Gewinnung
Für die enzymatische Herstellung von Essigsäureethylester sind zwei Wege bekannt, einerseits durch Veresterung von Ethanol und Essigsäure mittels einer Lipase (z. B. von Candida antarctica), andererseits durch Veresterung von Ethanol mit Acetyl-CoA mittels einer Alkoholacetyltransferase durch Hefen. Geeignete Organismen für letztere Methode sind z. B. Kluyveromyces marxianus oder Candida utilis. In verschiedenen Experimenten wurden mögliche Reaktionsbedingungen getestet, um solche zu finden, die zu einer hohen Produktion von Essigsäureethylester führen. Eine geringe verfügbare Menge an Eisen- und Kupfer-Ionen hemmt wichtige Enzyme des Citrat-Zyklus, wodurch mehr Acetyl-CoA für die Biosynthese von Essigsäureethylester vorhanden ist. Eine geringe Sauerstoffzufuhr oder Zusatz von Cyanid führen jedoch beispielsweise zu einer erhöhten Produktion von Ethanol auf Kosten der Produktion von Essigsäureethylester. Durch heterologe Expression einer Alkoholacetyltransferase kann auch durch Escherichia coli Essigsäureethylester produziert werden.

## Eigenschaften

### Physikalische Eigenschaften

Dampfdruckfunktion von Essigsäureethylester

Essigsäureethylester liegt unter Normalbedingungen als farblose, niedrigviskose und entzündbare Flüssigkeit vor. Der Schmelzpunkt liegt bei −83 °C, wobei eine Schmelzenthalpie von 10,48 kJ·mol−1 realisiert wird. Bei Normaldruck siedet die Verbindung bei 77 °C. Die Verdampfungsenthalpie beträgt am Siedepunkt 31,94 kJ·mol−1. Die Dampfdruckfunktion ergibt sich nach Antoine entsprechend
{\displaystyle \log _{10}(P)=A-{\frac {B}{T+C}}},
dabei sind P der Dampfdruck in Bar, T die absolute Temperatur in Kelvin und die Parameter sind A = 4,22809, B = 1245,702 und C = −55.189. Die Funktion gilt im Temperaturbereich von 289 K (16 °C) bis 349 K (76 °C).
| Eigenschaft               | Typ                | Wert                                                                                                | Bemerkungen             |
| ------------------------- | ------------------ | --------------------------------------------------------------------------------------------------- | ----------------------- |
| Standardbildungsenthalpie | ΔfH0liquid ΔfH0gas | −480,57 kJ·mol−1 −445,43 kJ·mol−1                                                                   | als Flüssigkeit als Gas |
| Standardentropie          | S0liquid S0gas     | 259,4 J·mol−1·K−1 362,75 J·mol−1·K−1                                                                | als Flüssigkeit als Gas |
| Verbrennungsenthalpie     | ΔcH0liquid         | −2235,4 kJ·mol−1                                                                                    |                         |
| Wärmekapazität            | cp                 | 168,94 J·mol−1·K−1 (25 °C) 1,92 J·g−1·K−1 (25 °C) 113,64 J·mol−1·K−1 (25 °C) 1,29 J·g−1·K−1 (25 °C) | als Flüssigkeit als Gas |
| Kritische Temperatur      | Tc                 | 523,2 K                                                                                             |                         |
| Kritischer Druck          | pc                 | 38,82 bar                                                                                           |                         |
| Kritische Dichte          | ρc                 | 3,497 mol·l−1                                                                                       |                         |
| Azentrischer Faktor       | ωc                 | 0,36641                                                                                             |                         |

### Azeotrope
In 100 ml Wasser lösen sich ca. 8 ml Essigsäureethylester bei 20 °C. Die Verbindung bildet mit Wasser und vielen organischen Lösungsmitteln azeotrope Gemische, bei denen beide Bestandteile des Gemisches in einer bestimmten Zusammensetzung einen gemeinsamen Siedepunkt aufweisen, sodass sie nicht durch Destillation getrennt werden können. Das Azeotrop mit Wasser enthält bei Normaldruck 8,43 % Wasser und siedet bei 70,38 °C. Die Azeotropzusammensetzung und der Azeotropsiedepunkt sind druckabhängig. Mit sinkendem Druck sinkt der Wassergehalt im azeotropen Gemisch sowie dessen Siedepunkt. Die azeotropen Zusammensetzungen und Siedepunkte mit weiteren organischen Lösungsmitteln finden sich in der folgenden Tabelle. Keine Azeotrope werden mit Toluol, Benzol, n-Propanol, n-Butanol, iso-Butanol, sec-Butanol, Aceton, 1,4-Dioxan, Methylacetat und Isopropylacetat gebildet.
| Lösungsmittel               |        | n-Hexan    | Cyclohexan            | Methanol | Ethanol             | 2-Propanol  |
| Gehalt Essigsäureethylester | in Ma% | 38         | 54                    | 56       | 69                  | 75          |
| Siedepunkt                  | in °C  | 65         | 72                    | 62       | 72                  | 76          |
|                             |        |            |                       |          |                     |             |
| Lösungsmittel               |        | Chloroform | Tetrachlorkohlenstoff | Butanon  | Schwefelkohlenstoff | Acetonitril |
| Gehalt Essigsäureethylester | in Ma% | 72         | 43                    | 82       | 3                   | 77          |
| Siedepunkt                  | in °C  | 78         | 75                    | 77       | 46                  | 75          |

### Sicherheitstechnische Kenngrößen
Essigsäureethylester bildet leicht entzündliche Dampf-Luft-Gemische. Die Verbindung hat einen Flammpunkt bei −4 °C. Der Explosionsbereich liegt zwischen 2 Vol.‑% (73 g/m3) als unterer Explosionsgrenze (UEG) und 12,8 Vol.‑% (470 g/m3) als oberer Explosionsgrenze (OEG). Eine Korrelation der Explosionsgrenzen mit der Dampfdruckfunktion ergibt einen unteren Explosionspunkt von −6 °C sowie einen oberen Explosionspunkt von 25 °C. Die Explosionsgrenzen sind druckabhängig. Eine Erniedrigung des Druckes führt zu einer Verkleinerung des Explosionsbereiches. Die untere Explosionsgrenze ändert sich oberhalb von 100 mbar nur wenig und steigt erst bei Drücken kleiner als 100 mbar an. Die obere Explosionsgrenze verringert sich mit sinkendem Druck entsprechend.
Die Sauerstoffgrenzkonzentration liegt bei 20 °C bei 9,8 Vol.‑%, bei 100 °C bei 9,4 Vol.-%. Der maximale Explosionsdruck beträgt 9,5 bar. Der maximale Explosionsdruck verringert sich mit sinkenden Ausgangsdruck.
Die Grenzspaltweite wurde mit 0,95 mm (50 °C) bestimmt. Es resultiert damit eine Zuordnung in die Explosionsgruppe IIA. Mit einer Mindestzündenergie von 0,46 mJ sind Dampf-Luft-Gemische extrem zündfähig. Die Zündtemperatur beträgt 470 °C. Der Stoff fällt somit in die Temperaturklasse T1. Die Zündtemperatur sinkt mit steigendem Druck wesentlich ab. Die elektrische Leitfähigkeit liegt mit {\displaystyle \sigma } < 1·10−7 S·m−1 im mittleren Bereich für flüssige Stoffe.
Entsprechend den Gefahrgutvorschriften ist Essigsäureethylester der Klasse 3 (entzündbare flüssige Stoffe) mit der Verpackungsgruppe II (mittlere Gefährlichkeit) zugeordnet (Gefahrzettel: 3).

### Metabolismus und Toxikologie
Essigsäureethylester kann über Atmung und Haut aufgenommen werden. Im menschlichen Körper wird er schnell durch Esterasen in Essigsäure und Ethanol abgebaut. Die akute Toxizität ist gering, an Ratten wurde ein oraler LD50-Wert von über 5 g pro kg Körpergewicht ermittelt, die Verbindung kann jedoch Augen, Schleimhäute und Atemwege reizen. In hohen Konzentrationen kann sie zu Schläfrigkeit und Benommenheit über Ohnmacht bis hin zu Tod durch Erstickung führen. Bei längerer Exposition gegenüber einer Atmosphäre mit 400 ppm Essigsäureethylester wurde allerdings nur eine starke Geruchsbelästigung festgestellt und keine neurologischen oder motorischen Einschränkungen. Chronische Exposition kann zu Organschäden an Lunge, Herz, Leber und Nieren führen.

## Verwendung
Essigsäureethylester wird industriell im großen Maßstab gewonnen. So betrug die weltweit verwendete Menge schätzungsweise 1 Mio. Tonnen im Jahr 1998 sowie 2,5 Mio. Tonnen im Jahr 2008 und 4,8 Mio. Tonnen im Jahr 2022. Es handelt sich um eines der wichtigsten Lösungsmittel für Farb- und Klebstoffzubereitungen sowie in der Druckindustrie. Essigsäureethylester ist außerdem ein wichtiges Lösungsmittel in Industrieprozessen, zum Beispiel zum Aufbringen von Überzugsmitteln auf Tabletten oder für die Entkoffeinierung von Kaffee. Essigsäureethylester wird außerdem oft als Lösungsmittel für Extraktionen und chromatografische Analysen verwendet. In der organischen Synthese eignet er sich als Reaktionsmedium für einige Reaktionen, wie Oxidationen, katalytische Hydrierungen und Ozonolysen. Gemäß Marktanalysen für die Jahre 2019 und 2022 entfiel in diesen Jahren jeweils über 50 % der Produktionsmenge auf den Bereich Farben und Beschichtungen. Die beiden anderen mengenmäßig relevanten Bereiche waren jeweils die Verwendung in Druckertinte und als Prozesslösungsmittel.
Essigsäureethylester findet vielfältige Anwendung in der Kosmetik, so wird er in der Größenordnung 100 bis 1000 Tonnen als Duftstoff für Kosmetika eingesetzt. In Nagellacken dient er oft als Lösungsmittel für Nitrocellulose. Zudem findet er Verwendung in Nagellackentfernern und hat dort Aceton als Lösemittel weitestgehend ersetzt. Kosmetische Zubereitungen mit mindestens 5 % Essigsäureethylester wirken antimikrobiell, sodass bei diesen eine separate Kontrolle auf Mikroorganismen in der Regel nicht nötig ist. Essigsäureethylester wird als natürlicher Aromastoff für Frucht- und Brandynoten verwendet. In der EU ist Essigsäureethylester unter der FL-Nummer 09.001 als Aromastoff für Lebensmittel allgemein zugelassen. Die Verwendung im Bereich Lebensmittel spielt jedoch laut einer Marktanalyse für das Jahr 2019 eine mengenmäßig untergeordnete Rolle.
In der Entomologie werden Insekten oft mit Essigsäureethylester getötet, um sie anschließend zu präparieren. Die Verbindung zerstört allerdings die DNA der Insekten, sodass sie ungeeignet ist, wenn anschließend eine DNA-Sequenzierung vorgenommen werden soll.
Als Elektrolyt in Lithium-Ionen-Batterien wird üblicherweise Ethylencarbonat verwendet; die Verwendung von Essigsäureethylester, insbesondere bei tiefen Temperaturen, wird aber erforscht.

## Nachweis
Ein Nachweis, auch quantitativ, ist mittels NMR möglich.